# The Elder Scrolls II: Daggerfall
The Elder Scrolls II: Daggerfall è un videogioco action RPG open world a tema fantastico pubblicato nel 1996 da Bethesda Softworks per MS-DOS e reso freeware nel 2009.
Daggerfall è il secondo titolo della serie The Elder Scrolls e sfrutta un sistema di gioco non lineare costituito da migliaia di missioni, che partendo da quattrocento schemi prefissati, grazie anche a un generatore casuale di missioni, possono essere affrontate con migliaia di variazioni.

## Trama
L'imperatore Uriel Septim VII era preoccupato per gli eventi che si stavano verificando nella turbolenta provincia di High Rock e per porre fine alle violenze inviò uno degli agenti dell'Ordine degli Spadaccini, a cui affidò due incarichi. Innanzitutto egli doveva fare luce sulla morte di re Lysandus, che non morì per mano dell'esercito di Sentinel (Hammerfell) nella battaglia di Cryngaine, bensì per colpa di uno dei suoi vassalli: Lord Woodborne. Il suo spirito irrequieto tormentava le terre della città di Daggerfall e bisognava assolutamente placarlo. In secondo luogo l'agente doveva collaborare con la sede locale degli Spadaccini per ricostruire il grande Numidium, il golem di ferro, creato dai Dwemer, che aiutò Tiber Septim a conquistare tutta Tamriel alla fine della seconda era.
L'agente trovò il totem dell'antico imperatore, un artefatto che permette al suo possessore di controllare il golem; immediatamente diverse fazioni della provincia si fecero avanti per averlo, promettendo all'agente gloria e ricchezza: essi erano re Gothryd di Daggerfall, la regina Akorithi di Sentinella, re Eadwyre di Wayrest, gli Spadaccini al servizio dell'imperatore, il capo dei negromanti e Gortwog, signore di Orsinium.
Il totem a quel punto passa dalle grinfie di una fazione a un'altra che però sono consapevoli che per riattivare Numidium c'è bisogno di un altro elemento: la Mantella che viene recuperato dall'agente degli Spadaccini grazie all'aiuto di Nulfaga, la madre del defunto re Lysandus. Quando il cuore di Numidium viene messo in moto il suo potere pervade la baia e in un solo giorno High Rock cambia il suo volto. Il golem venne visto dai popoli di quella regione sei volte, ma in un lasso di tempo troppo ristretto. Gli eserciti dei regni e principati che avevano trascinato la provincia nel caos furono sconfitti e High Rock riunificata; anche le forze degli orchi di Orsinium furono sgominate ed essi giurarono fedeltà ai Septim. Quell'evento confuso fu ribattezzato dai Bretoni "Distorsione dell'ovest" mentre gli imperiali lo chiamarono il "Miracolo della Pace".

## Modalità di gioco
Daggerfall è ambientato, come tutti i giochi della serie di The Elder Scrolls, nel continente immaginario di Tamriel dove si possono esplorare le quarantasette aree delle province di High Rock e Hammerfell. All'epoca fu considerato rivoluzionario per la sua sceneggiatura estremamente elaborata che aveva portato all'implementazione di più di 15 000 luoghi, tra città, villaggi e dungeon. L'estensione virtuale del terreno di gioco è di 161.600 chilometri quadrati, circa la metà dell'estensione dell'Italia, contro i 16 km² di Vvardenfell (vedi The Elder Scrolls III: Morrowind)e i 41 km² quadrati di Cyrodiil (vedi The Elder Scrolls IV: Oblivion). Va tuttavia sottolineato che ciò è possibile grazie alla semplicità del motore grafico XnGine utilizzato e al sistema di casualizzazione, il quale rigenera continuamente le locazioni secondarie, come le cripte, i cimiteri e altre ancora.
Il punto di forza del gioco è senza dubbio l'immensa libertà di gioco concessa al giocatore: egli può decidere a quale delle molte organizzazioni e gilde unirsi, ha la possibilità di comprare case e navi e di diventare un vampiro o un lupo mannaro. A sua disposizione ci sono inoltre un numero immenso di capi di abbigliamento, armature, oggetti e armi che può utilizzare nel corso delle sue avventure. Il sistema di sviluppo del personaggio giocante è molto realistico, in quanto esiste un'abilità praticamente per qualsiasi azione che tale personaggio può compiere (combattere, lanciare incantesimi, correre, nuotare, conversare, eccetera) e ognuna di esse incrementa il suo valore per mezzo della pratica oppure pagando degli NPC (personaggi non giocanti) perché forniscano l'addestramento necessario. Quando le abilità principali, maggiori e minori vengono aumentate a sufficienza, il personaggio sale di livello potendo cosí incrementare i suoi attributi principali. Il giocatore può decidere di creare nuove armi magiche o nuovi incantesimi tramite il supporto della Gilda dei Maghi. In ogni caso molte critiche negative giunsero al gioco per la grafica arretrata e il grosso numero di bug, tanto che negli Stati Uniti è stato scherzosamente soprannominato Buggerfall. Anche la creazione del personaggio è molto dettagliata: è infatti possibile decidere se basarsi su una classe precostruita o crearne una nuova decidendone i pregi, i difetti (il cui bilanciamento influisce sul progresso del personaggio) e le abilità dominanti le quali si dividono in principali, maggiori e minori.

## Le gilde
Durante il susseguirsi degli eventi della trama il giocatore può unirsi a ventuno fazioni diverse. Ogni associazione gli affida missioni di ogni genere, dal consegnare un dato oggetto a un cittadino, fino a dover uccidere un drago o un lich. Inoltre alcune organizzazioni sono in competizione tra di loro e ci sono alcune missioni direttamente indirizzate a sabotare la concorrenza o il nemico. Di seguito è riportato un elenco delle gilde presenti nel gioco.
- La Gilda dei Guerrieri: l'organizzazione di mercenari al servizio di tutti i cittadini dell'Impero.
- La Gilda dei Maghi: tutti i maghi e gli stregoni di High Rock trovano supporto e aiuto all'interno delle sedi dell'associazione.
- La Gilda dei Ladri: la corporazione di ladri, briganti e canaglie di ogni specie che desiderano diventare ricchi rapidamente; l'organizzazione è impegnata nel combattere le attività dei ladri che si rifiutano di entrare nella corporazione.
- Gli Ordini dei Cavalieri: sono piccole gilde che sono al servizio dei più potenti signori della baia di Iliac.
- I Templari: guerrieri che proteggono e servono i templi dedicati alle nove divinità di Tamriel.

### Ordini cavallereschi
Sono milizie di cavalieri che giurano fedeltà a un signore di una regione di High Rock. Le missioni che il giocatore deve compiere non sono retribuite dai vari signori con denaro, ma incrementano la propria reputazione; quando il giocatore viene promosso a un rango più elevato l'ordine stesso lo premia consegnandogli un pezzo casuale di un'armatura. Di seguito è riportato l'elenco degli ordini di cavalieri presso cui si può servire all'interno del gioco.
- Vero Corno di Lainlyn: questa milizia ha l'onore di servire sua grazia, il terribile barone Shrike. Le attività di questi cavalieri sono legate alla guerra, allo spionaggio e alla riscossione dei tributi. Inoltre l'ordine lavora segretamente per spodestare il fratello del barone, Lord Kain, dal trono di Lainlyn.
- Cavalieri della Fiamma di Anticlere: nobili guerrieri al servizio dei signori di Anticlere, che hanno il compito di proteggere e guidare il popolo della regione dal caos seguito alla guerra di Betony.
- Cavalieri del Drago di Daggerfall: questi impavidi guerrieri hanno la missione ufficiale di proteggere la città e la famiglia reale di Daggerfall. Essi sono guidati dall'onorevole Lord Bridwell, il più grande eroe della guerra di Betony.
- Cavalieri del Gufo di Glenpoint: sono responsabili per la sicurezza della famiglia reale di Glenpoint.
- Cavalieri della Rosa di Wayrest: l'Ordine della Rosa ha l'onore di essere la guardia e il forte braccio di sua maestà, il re Eadwyre di Wayrest. I membri dell'ordine sono scelti accuratamente tra i guerrieri che hanno dimostrato il loro valore e il loro coraggio nelle battaglie della baia di Iliac.
- Cavalieri della Ruota del Abibon-Gora: questa milizia rappresenta la famiglia reale e la città di Abibon-Gora in tutte le situazioni militari.
- Ordine della Candela di Sentinel: questo gruppo di guerrieri ha sostituito il defunto ordine dei Cavalieri della Luna come ufficiale protezione del regno di Sentinella. Vhosek e K'avar sono i suoi comandanti.
- Ordine del Falco di Santaki: questi nobili combattenti sono i protettori della città e della famiglia reale di Santaki. Molti per entrare nell'ordine e avere gloria e onore si sono addestrati fin dall'infanzia.
- Ordine del Corvo di Dwynnen: è risaputo che i cavalieri di questa milizia hanno l'onore di essere parte di un ordine leggendario, che ha condotto la guerra contro Camoran e liberato la metà di Tamriel dalla sua sanguinaria tirannia. Proteggono l'intera regione di Dwynnen e data la loro reputazione non possono allargare le proprie file facendo accedere chiunque. Solo i più potenti guerrieri hanno il permesso di servire il barone e l'ordine.
- Ordine dello Scarabeo di Totambu: i cavalieri dello Scarabeo hanno l'onore di essere le guardie personali dei membri della famiglia reale di Totambu.

### Ordini templari
Ci sono otto diversi templi nella baia di Iliac, ciascuno dedicato a uno degli otto divini di Tamriel. Ogni tempio comanda un ordine templare, che può essere considerato come il suo braccio militare. Il giocatore può godere di molti vantaggi offerti da queste organizzazioni come la guarigione e l'evocazione di Daedra. Alcune prestazioni possono essere utilizzate solo dai membri che hanno una grande reputazione e un elevato rango nel tempio.
Di seguito sono elencati gli ordini che sono al servizio dei templi di High Rock.
- L'Ordine dell'Ora: è il braccio armato al servizio di Akatosh (il grande drago) ed è dedicato alla promessa di stabilità e di ordine che egli rappresenta.
- I Cavalieri del Cerchio: sono la milizia al servizio dei fedeli di Arkay.
- L'Ordine del Giglio: è costituito da cavalieri fermamente dedicati alla causa della Casa di Dibella.
- I Cavalieri mentori: sono fratelli e sorelle fedeli alla scuola di Julianos. Mentre studiano gli antichi testi ed espandono le librerie della scuola, essi proteggono anche l'edificio e il suo prezioso contenuto.
- L'Ordine di Kynaran: è il braccio armato della dea Kynareth.
- I Cavalieri di Mara: rappresentano la forza militare al servizio di Mara.
- I Cavalieri di Stendarr: sono un ordine misericordioso, guidato dalla filosofia della carità e della compassione che sposa con fermezza la causa di Stendarr.
- I Cavalieri di ferro: sono la milizia che esegue i voleri del dio Zenithar.

## Sindromi

### Licantropia
Tramite determinate missioni in Daggerfall è possibile diventare un lupo mannaro: mentre il giocatore è nella sua forma normale in questo stato si acquisiscono notevoli incrementi di forza, velocità, agilità e resistenza.
Tuttavia durante la luna piena e per ventiquattro ore il personaggio si trasforma in un licantropo: in questa forma non è possibile comprare oggetti o armi così come riceverli da qualcuno; inoltre accedere al proprio inventario risulta impossibile e bisogna placare la propria maledizione offrendogli due vite di innocenti, altrimenti in caso contrario i punti vita del giocatore possono scendere molto rapidamente. I licantropi sono tuttavia considerate creature orribili per cui alcuni valorosi guerrieri decidono di dedicare la propria vita per estirpare queste creature maledette. Tramite alcune missioni secondarie è possibile tornare normali.

### Vampirismo
Questa sindrome può essere acquisita tramite contatto con un altro vampiro o tramite un oggetto maledetto forgiato dai vari clan di vampiri sparsi per High Rock. Queste creature devono nutrirsi con il sangue di uomo o di una bestia almeno una volta ogni ventiquattro ore e come i licantropi possono essere feriti solo dall'argento. In termini di attributi hanno un deciso incremento di forza, volontà, agilità, personalità, velocità e fortuna; inoltre un vampiro è immune alla malattia, alla paralisi e acquisisce la facoltà di vedere il mondo dell'invisibile, ma è sensibile alla luce solare, cosa che lo costringe a rimanere nascosto fino al tramonto. I clan di vampiri (se ne contano nove nella sola baia di Iliac) sono ostacolati dal principe Daedra Namira e dai tenaci cacciatori di vampiri che tentano di estirpare questo flagello. Tramite determinate missioni è possibile guarire dal vampirismo. Di seguito sono elencati i clan di vampiri presenti nel gioco.
- Clan Anthotis: agisce sull'intero deserto di Alik'r e nei villaggi posti sui suoi confini. È in rivalità con il clan Thrafey.
- Clan Garlythi: questi vampiri si trovano a Northmoor e odiano i clan Selenu e Lyrezi.
- Clan Haarvenu: è stanziato nei territori di Anticlere e nutre rancore per il clan Montalion.
- Clan Khulari: questo clan vive sui Monti Dragontail. Sono in ostilità con il clan Anthotis.
- Clan Lyrezi: questi vampiri agiscono sull'isola di Balfiera, nelle terre di Orsinium e sui monti Wrothgarian. Sono in ostilità con il clan Garlythi.
- Clan Montalion: è stanziato nel regno di Wayrest. È in ostilità con il clan Selenu.
- Clan Selenu: questi vampiri vivono nei territori compresi tra Sentinella e Abibon-Gora. Sono in aperta ostilità con i clan Montalion e Vraseth.
- Clan Thrafey: è stanziato nei territori di Dwynnen e combatte senza sosta il clan Anthotis, suo rivale. Ha un patto d'alleanza con il clan Vraseth.
- Clan Vraseth: questi vampiri agiscono nelle terre di Glenpoint e Daggerfall e sono fortemente osteggiati dalla Gilda dei Maghi. Sono alleati con il clan Thrafey.